# 范良彥
范良彦，字济略，号毅伯，别号勤恤，河南歸德府虞城縣民籍，明朝政治人物，同進士出身。

## 生平
万历四十四年（1616年）丙辰科进士，授行人司行人。服阙，天启七年十二月，吏部考選，授浙江道监察御史，尽心于江淮水利。崇禎元年二月，旌浙江道御史范良彥母王氏貞節。其为人“倜傥豪华，骨鲠言直，常面折人过，不少回护，终为忌者中伤”，罢官乡居。“遂筑园西墅，种竹莳花，叠石疏沼，日与词人文士登高作赋，临流分韵，不减孝王梁园宾客。”（《（民国）虞邑范氏族谱》卷11本传）。诗文甚富，惜没于明末之乱，后嗣刻有《白凤馆遗集》，今未见。